# Виноградов, Юрий Георгиевич
Юрий Георгиевич Виноградов (16 апреля 1927 — 25 июня 1999) — советский гребец и тренер по гребле на каноэ, многократный призёр чемпионатов СССР (1958—1961, 1963), призёр чемпионата мира (1958). Почётный мастер спорта СССР. Заслуженный тренер СССР (1975).

## Биография
Родился 16 апреля 1927 года в селе Михайлово Бежецкого уезда Тверской губернии. С 1941 года жил в Москве. Занимался греблей на каноэ в спортивном обществе «Водник».
Наиболее значимых результатов добивался в конце 1950-х и начале 1960-х годов, когда многократно становился призёром чемпионатов СССР в разных дисциплинах. В 1958 году был включён в состав сборной страны на чемпионате мира в Праге и завоевал бронзовую медаль этих соревнований в классе каноэ-одиночек на дистанции 1000 метров.
В 1965 году завершил свою спортивную карьеру. В 1967 году окончил ГЦОЛИФК. В дальнейшем занимался тренерской деятельностью, в 1970–1982 годах возглавлял Центральный совет ДСО «Водник». Среди подготовленных им гребцов был его сын Александр Виноградов, ставший в 1976 году двукратным олимпийским чемпионом в классе каноэ-двоек на дистанциях 500 и 1000 метров.
Умер 25 июня 1999 года в деревне Лахино Рамешковского района Тверской области. Похоронен в посёлке Рамешки.